# 鹵簿
鹵簿乃東亞漢字文化圈君主（中國皇帝、日本天皇、朝鮮國王、越南皇帝、琉球國王）專用的儀仗，漢應劭《漢官儀》解釋：「天子出車駕次第謂之鹵，兵衛以甲盾居外為前導，皆謂之簿，故曰鹵簿。」，原是指車駕、護衛，儀仗（執舉金瓜、寶頂、旗旛）和樂舞為後世陸續增加，有著「明制度，示等級」的功效，最早由儀衛扈從演變而來，漢代才正式稱為「鹵簿」。明代皇帝鹵簿儀仗分大駕鹵簿、丹陛駕鹵簿、武陳駕鹵簿。自乾隆十三年開始，清朝便將鹵簿儀制分為四個等級，即為大駕鹵簿、法駕鹵簿、鑾駕鹵簿，及騎駕鹵簿。

## 大駕鹵簿
皇帝祭天時的儀仗稱為「大駕」，因此皇帝祭天時所使用儀仗隊伍便稱為「大駕鹵簿」。「大駕鹵簿」用於祭天、祈榖、常雩，是最高等級、隨行官員和護衛人數最多，儀仗和樂舞也最為齊備的鹵簿，用於皇帝祭祀天帝、祈求農業豐收和風調雨順，最為重要隆重的儀式。它起源於上古神話傳說的五帝時代，秦漢時獲得發展，並形成完善的禮儀制度。唐、宋時發揚光大，明、清亦有发展延续。

## 其他鹵簿
其他鹵簿尚有――

### 明代
- 丹陛駕鹵簿，用於常朝
- 武陳駕鹵簿，嘉靖朝南巡欽定
- 太皇太后、皇太后、中宮鹵簿

皇太子以下稱儀仗

### 清代
1. 「法駕鹵簿」
用於祈和朝會慶典。次等級別的、隨行官員和護衛人數、儀仗和樂舞稍遜的鹵簿，用於皇帝祈求天地人和，國泰民安的朝廷大型聚會的隆重慶典。
2. 「鑾駕鹵簿」
用於巡幸京城。第三級別的隨行官員和護衛人數、儀仗和樂舞又稍遜的鹵簿，用於皇帝走出皇城，在京城範圍內了解時政民情的視察和遊覽活動。
3. 「騎駕鹵簿」
用於巡幸外省。第四級別的、人數隨行官員和護衛、儀仗和樂舞簡捷方便的鹵簿，用於皇帝走出京城到全國各地了解時政民情的視察和遊覽活動。

此三種鹵簿無論是層級或動員人物力也比不上「大駕鹵簿」。

## 外部連結
- 國際廣播電臺:訪《大駕鹵簿圖》作者及出資人（页面存档备份，存于）
- 兩岸書畫藝術家交流活動畫作看點[]
- 臺灣藝術家來京 為兩岸書畫交流助陣（页面存档备份，存于）
- 大駕鹵簿圖介紹網站 （页面存档备份，存于）